# Staro Petrovo Selo
Staro Petrovo Selo – wieś w Chorwacji, w żupanii brodzko-posawskiej, w gminie Staro Petrovo Selo. W 2011 roku liczyła 1572 mieszkańców.